# Pierre-Basile-Joseph Abbal
Pierre-Basile-Joseph Abbal (* 2. März 1799 in Mélagues, Département Aveyron; † 13. November 1890 in Rodez, Département Aveyron) war ein  französischer Geistlicher und Politiker.

## Leben
Pierre-Basile-Joseph Abbal war der Sohn eines Landwirts. Er schlug eine kirchliche Laufbahn und wurde Priester. In diesem Beruf zeichnete er sich durch seine Frömmigkeit und Kenntnis der Heiligen Schrift aus. 1830 wurde er vom Bischof von Tarbes, Antoine-Xavier de Neirac, zum Großvikar ernannt, hatte diese Funktion aber nur kurze Zeit inne. 1832 kehrte er in seine Heimatdiözese zurück und wurde Pfarrer der sehr kleinen, damals 323 Einwohner zählenden Gemeinde Gissac. Er baute den Stall des Pfarrhauses in eine katholische Schule um und finanzierte von seinem bescheidenen Gehalt den Lohn zur Anstellung eines Lehrers und einer Lehrerin, stiftete für arme Kranke eine kostenlose Wäschekammer sowie Bettwäsche und richtete eine Pfarrbibliothek ein. Ferner zahlte er armen Arbeitern, die bei öffentlichen Projekten seiner Gemeinde mithalfen, aus eigenen Mitteln Lohnzuschüsse. Nach fünfjähriger Tätigkeit in Gissac wurde er vom Bischof von Rodez, Pierre Giraud, in dessen Domkapitel aufgenommen und mit der Erstellung eines lateinisch-französischen Messbuchs für den Gebrauch seiner Gemeinde betraut. Es wurde 1839 veröffentlicht. Danach beförderte der Bischof Abbal zum Generalsekretär und Girauds Nachfolger Jean-François Croizier ernannte ihn 1846 zum Archidiakon und Generalvikar.
Abbal war eine der zahlreichen französischen Geistlichen, die eine Versöhnung der katholischen Kirche mit dem Staat anstrebten, und er akzeptierte nach der Februarrevolution 1848 die Ausrufung der Zweiten Französischen Republik. Er engagierte sich nun politisch und trat hierbei für Sozialreformen ein, so für die Reduzierung hoher Gehälter, für eine gerechtere Steuerverteilung und für eine Verbesserung der Konditionen der Arbeiter. Als Kandidat für die gemäßigten Republikaner wurde er in die Konstituante gewählt. Am 3. Oktober 1848 forderte er in der Nationalversammlung vergeblich, dass Lehrer der anerkannten Konfessionen in Landschulen einmal pro Woche Religionsunterricht erteilen durften. Ebenso wurde sein am folgenden Tag gestellter Antrag, die Monatsgehälter der Parlamentarier auf 450 Francs zu begrenzen, abgelehnt. Auch mit seinem am 27. Oktober 1848 vorgebrachtem Vorschlag, dass die Bürger den Präsidenten der französischen Republik im Hauptort ihrer Gemeinde wählen dürfen sollten, wenn die Bevölkerungszahl mehr als tausend betrage, konnte Abbal sich nicht durchsetzen. Stattdessen beschloss die Konstituante, dass die Präsidentenwahl im jeweiligen Kantonshauptort zu erfolgen habe.
Im Mai 1848 enthielt sich Abbal bei der Abstimmung über das Gesetz zur Verbannung des Hauses Orléans, war aber zur Annahme der republikanischen Staatsverfassung bereit. Meist stimmte er in der Konstituante mit der gemäßigten Rechten. Wiederholt sprach er sich gegen die Pläne des Unterrichtsministers Hippolyte Carnot für den Grundschulunterricht aus, ebenso gegen die verschiedenen Abänderungsanträge, die darauf abzielten, der Abgeordnetenkammer die Wahl des Staatspräsidenten zu übertragen. Außerdem votierte er am 31. März 1849 für die Ermächtigung der Regierung, in Italien militärisch zugunsten der Rückführung von Papst Pius IX.  nach Rom zu intervenieren, sowie am 10. April 1849 für die Beibehaltung der Unabsetzbarkeit der Richterschaft. Manchmal wich er auch vom Stimmverhalten der Rechten ab; so stimmte er am 27. September 1848 gegen den Antrag zur Unterteilung der Legislative in zwei Kammern. Deshalb entfremdete er sich dem konservativen Wahlkomitee des Départements Aveyron und bewarb sich 1849 nicht um eine Verlängerung seines Mandats.
Bis zum Tod des Bischofs Croizier amtierte Abbal nun wieder als Generalvikar. Nun verfasste er ein Buch mit Biographien von Heiligen zum Gebrauch für die Kirchengemeinde des Bistums Rodez (Vies des saints à l’usage du diocèse de Rodez, choisies et revues, Rodez 1852). Der nächste Bischof von Rodez, Louis-Auguste Delalle, ernannte Abbal 1856 zum Promotor des Domkapitels. Im August 1865 leistete Abbal dem einstigen Präsidenten der Konstituante von 1848, Philippe Buchez, der während einer Reise nach Rodez plötzlich erkrankte, in dessen letzten Stunden geistlichen Beistand. Am 13. November 1890 starb er selbst im Alter von 91 Jahren in Rodez.